# Steve Stifler
(Una delle esclamazioni tipiche di Steve Stifler)
Steven "Steve" Stifler è un personaggio immaginario della serie cinematografia American Pie, interpretato da Seann William Scott. In italiano il personaggio è doppiato da Stefano Crescentini.

## Biografia

### Concezione del personaggio
Secondo un articolo del quotidiano Daily Mail, risalente al 23 giugno 2016, l'ispirazione dello sceneggiatore Adam Herz per la creazione di Steven Stifler, nacque basandosi su un suo ex compagno di classe del liceo, Brian Krebs, un uomo che rispecchierebbe i tratti caratteriali di Stifler, come l'eccessivo consumo di alcool, la maleducazione, la passione per le donne e per le feste. Krebs è stato condannato per aver accoltellato ed ucciso un uomo nel 2011. 
Herz e Krebs hanno frequentato il liceo East Grand Rapids High School in Michigan, mentre Stifler ha frequentato l'immaginario liceo East Great Falls High School nella serie. Tuttavia, nonostante fonti vicine allo sceneggiatore confermino l'analogia tra i due, Herz ha sempre preso le distanze da tale ipotesi, dichiarando che l'ispirazione del personaggio nacque da un miscuglio dei tratti caratteriali rubati ai suoi compagni di studio.

### Aspetto
Steve Stifler indossa molto spesso delle camicie hawaiane a maniche corte oppure delle canottiere sportive, accompagnate quasi sempre da un paio di bermuda.  

### Personalità
Steven "Steve" Stifler fa il suo esordio nel primo capitolo della serie American Pie, nell'omonimo film del 1999, diretto dai fratelli Paul e Chris Weitz. Si distingue dai suoi compagni per la sua arroganza e maleducazione, con il solo interesse di portarsi a letto il maggiore numero di ragazze possibili. Grande bevitore di alcool, si definisce uno "Stiffmeister" (dal tedesco, "maestro del sesso"). È figlio di Janine ed Eric Stifler, che sono divorziati, ed ha un fratello minore, Matthew, con cui condivide insieme ai suoi cugini Dwight, Scott e Stephanie l'imprinting di famiglia ossessionati dalle feste, dal sesso e dall'alcool. Ha anche un altro cugino, Eric, totalmente insicuro e molto distante dalle tradizioni familiari.  
I suoi migliori amici del liceo sono Jim Levenstein, Chris Oztreicher, Kevin Myers e Paul Finch; con quest'ultimo è sempre in competizione sia per le loro indoli completamente opposte, sia per le relazioni sessuali avvenute in segreto tra Paul e la mamma di Stifler. Da piccolo sua madre insisteva che andasse a lezioni di ballo, divenendo così un bravo ballerino, dote che viene approfondita durante il terzo capitolo quando Steve insegna Jim a ballare, per far colpo su Michelle Flaherty. Frequenta la East Great Falls High School, ed è capitano della squadra di lacrosse del liceo, in cui gioca anche Oz.
Stifler è spesso odiato proprio per la sua maleducazione, tanto che i suoi amici, in certi casi, cercano di evitarlo; ad esempio Jim e la sua ragazza Michelle non volevano invitarlo al loro matrimonio, ma poi Jim decide di farlo perché ha bisogno di lezioni di ballo da Stifler; invece Kevin, Jim, Chris, e Finch non volevano invitarlo ad una riunione di ex alunni, ma poi sono stati costretti a chiamarlo. Nel terzo film ha rischiato di rovinare il matrimonio di Jim e Michelle poiché ha fatto appassire tutti i fiori decorativi, ma è riuscito a sostituirli completamente nell'arco di una sola notte. 
Inoltre, ha contribuito alla riuscita della cerimonia avendo accidentalmente un rapporto sessuale con la nonna di Jim, contraria al matrimonio, rendendola "improvvisamente" contenta e favorevole; questo dimostra che, nonostante la sua maleducazione, Steve conta molto sull'amicizia. All'inizio trova lavoro come autista di scuolabus e allenatore di una squadra di football americano, successivamente lavora in una famosa industria con un capo severo, ma alla fine decide di licenziarsi per diventare un organizzatore di eventi insieme a due vecchi amici del liceo. Inoltre, nel film American Pie - Band Camp viene spiegato che Stifler è direttore e regista della Stiffmeister Production. In American Pie: ancora insieme si vendica di Finch con un rapporto sessuale con sua madre. Una delle qualità di Stifler è quella di riuscire molto bene a reggere l'alcol.

## Film

### American Pie
Steve Stifler è il classico maschio alfa, studente scalmanato e indisciplinato che ha come unico obiettivo fare baldoria, bere alcool e fare sesso. Frequenta il liceo East Great Falls e si burla spesso dei suoi amici Jim Levenstein, Kevin Myers e Paul Finch considerandoli degli "sfigati" per via della loro verginità, per questo motivo non è molto ben voluto da quest'ultimi, l'unico con cui condivide un buon rapporto è Chris Oztreicher, suo compagno nella squadra di lacrosse di cui ne è anche capitano. Punto di riferimento per gli studenti, organizza spesso feste a casa sua dove si riuniscono tutti. Sarà proprio a casa di Steve che verrà mantenuto il patto di perdere la verginità prima che termini l'anno scolastico, stretto da Jim, Kevin, Oz e Paul, con quest'ultimo che perderà la sua verginità proprio con la mamma di Stifler.

### American Pie 2
Le feste a casa di Stifler vengono interrotte continuamente dalla Polizia, così Kevin, Jim, Oz e Paul decidono di affittare una casa al lago per trascorrere le vacanze estive (su consiglio del fratello di Kevin), invitando, a loro malgrado, anche Steve per sostenere le spese affittuarie. Tuttavia, con un saldo limitato, i ragazzi decidono di svolgere dei lavoretti estivi per reggere ulteriormente il costo della casa al lago, ristrutturando l'abitazione di Danielle e Amber, due ragazze che Stifler sospetta siano lesbiche. Lo stesso approfitterà dell'assenza di quest'ultime, per intrufolarsi dentro l'abitazione e cercare degli indizi, Jim e Paul tenteranno di fermare Stifler. Le ragazze al loro ritorno scoprono l'intrusione di Stifler, Jim e Finch in casa, ma anziché chiamare la polizia, le due decidono di sbeffeggiarsi dei tre malcapitati trascinandoli, in dei bizzarri giochi erotici di gruppo. Durante l'ultima festa in spiaggia, Steve andrà a letto proprio con le presunte lesbiche Danielle e Amber, dopo averle soffiate al fratello Matt che si era unito al gruppo.

### American Pie - Il matrimonio
In procinto dei preparativi per le nozze di Jim Levenstein e Michelle Flaherty, durante la festa di fidanzamento Stifler fa irruzione in casa di Jim e scopre del matrimonio, autoinvitandosi. Tuttavia, Michelle in disaccordo con Jim per averglielo concesso, decidono di comune accordo di accettare Stifler al matrimonio, a patto che quest'ultimo si comporti bene. Lo stesso, grazie alla materia di ballo appresa da piccolo, su insistenza della madre, aiuterà Jim dandogli alcune lezioni di ballo per fare bella impressione su Michelle. La situazione degenera quando Finch e Stifler entrano in competizione per conquistare Cadende, sorella di Michelle, tant'è che Steven inizierà a comportarsi educatamente mostrando il suo lato sensibile, beffandosi anche dei genitori di Michelle e Cadence. Tuttavia, dopo essere stato scoperto ed aver combinato una serie di guai, Stifler con l'aiuto della sua squadra di football riuscirà a salvare il matrimonio di Jim e Michelle.

## Altri media
- Steve Stifler è presente solo nella quadrilogia originale, ma viene citato in altri film della saga. In American Pie Presents: Band Camp, viene citato dal fratello Matthew e dai suoi amici, oltre che da Chuck Sherman, suo vecchio compagno di scuola. Stifler viene menzionato anche in American Pie presenta: Nudi alla meta e in American Pie presenta: Il manuale del sesso.

- Nel film TV MTV: Reloaded del 2003, diretto da Joel Gallen per gli MTV Movie Awards con protagonisti Justin Timberlake e Seann William Scott, il personaggio di Stifler viene citato più volte.

## Famiglia Stifler
Nell'universo cinematografico di American Pie, in ognuno dei nove titoli sia della saga originale che della serie spin-off, sono presenti in ogni film uno o più membri della famiglia Stifler. La prima apparizione di un membro della famiglia Stifler e proprio quella di Steve (interpretato da Seann William Scott) in American Pie del 1999; sul finale facciamo la conoscenza della madre di Steve, Jeanine Stifler (interpretata da Jennifer Coolidge), conosciuta anche come la "Mamma di Stifler". Sia Steve che Jeanine sono presenti in tutti i capitoli della quadrilogia originale. In American Pie del 1999, appare per la prima volta in età adolescenziale il fratello di Steve, Matthew Stifler, quest'ultimo successivamente apparirà anche nel secondo capitolo e sarà protagonista del primo capitolo della serie spin-off, American Pie Presents: Band Camp.
In American Pie presenta: Nudi alla meta del 2006, secondo film della serie spin-off e quinto, in ordine cronologico, il protagonista è nuovamente un membro della famiglia Stifler, Erik (interpretato da John White), cugino di Steve e Matthew e nipote di Jeanine. Erik è l'unico membro della famiglia ad essere impacciato e impedito con le donne, al contrario di suo cugino Dwight Stifler (interpretato da Steve Talley), capo confraternita che porta alto il cognome di famiglia tra consumi di alcool e feste estreme; nel film sono presenti anche i genitori di Erik, Mr. e Mrs. Stifler (interpretati rispettivamente da Christopher McDonald e Maria Ricossa). 
American Pie Presents: Beta House del 2007 è il sequel diretto di American Pie presenta: Nudi alla meta, dove sono presenti nuovamente Erik, Dwight e Mr. Stifler come membri della famiglia. In American Pie presenta: Il manuale del sesso del 2009, ottavo capitolo della saga e quarto della serie spin-off, appare Scott Stifler, un altro cugino di Steve, Matthew, Erik e Dwight, che segue esattamente le orme di famiglia. Nell'ultimo capitolo della serie, American Pie Presents: Girls' Rules del 2020, appare Stephanie Stifler, cugina di Steve, Matthew, Erik, Dwight e Scott. Quest'ultima ha assunto l'imprinting di famiglia, con l'ossessione del sesso.